# Ministre-président de Prusse
Pour les articles homonymes, voir Ministre-président.
La fonction de ministre-président de Prusse est une fonction officielle du royaume de Prusse.
Créée en 1850, la fonction de ministre-président consiste à diriger le ministère d'État prussien (de) qui regroupe tous les autres ministères. Auparavant, le Staatskanzler assurait ces fonctions et disposait d'un pouvoir beaucoup plus étendu. Désormais, chaque ministre est sous les ordres directs du roi de Prusse et a le droit d'en référer directement au souverain. Le ministre-président est au même rang que les ministres, même si ces derniers doivent en référer à lui pour tous les projets.
Entre 1870 et 1918, le titre de ministre-président de Prusse et de chancelier impérial sont liés de facto.

## Liste des titulaires

### Ministre principal

#### De 1702 à 1848
| Nom                                                | Entrée en fonction | Fin de fonction | Image |
| -------------------------------------------------- | ------------------ | --------------- | ----- |
| Johann Kasimir Kolbe von Wartenberg                | 1702               | 1711            |       |
| Heinrich Rüdiger von Ilgen                         | 1711               | 1728            |       |
| Friedrich Wilhelm von Grumbkow                     | 1728               | 1739            |       |
| Heinrich von Podewils (de)                         | 1739               | 1749            |       |
| Georg Dietloff von Arnim-Boitzenburg (de)          | 1749               | 1753            |       |
| Karl Wilhelm von Finckenstein                      | 1749               | 1777            |       |
| Friedrich Anton von Heynitz                        | 1777               | 1802            |       |
| Friedrich Wilhelm von Arnim-Boitzenburg (de)       | 1786               | 1798            |       |
| Christian von Haugwitz (premier mandat)            | 1802               | 1804            |       |
| Karl August von Hardenberg (premier mandat)        | 1804               | 1806            |       |
| Christian von Haugwitz (second mandat)             | 1806               | 1806            |       |
| Karl Friedrich von Beyme                           | 1806               | 1807            |       |
| Karl August von Hardenberg (second mandat)         | 1807               | 1807            |       |
| Heinrich Friedrich Karl vom und zum Stein          | 1807               | 1808            |       |
| Friedrich Ferdinand Alexander zu Dohna-Schlobitten | 1808               | 1810            |       |
| Karl August von Hardenberg (troisième mandat)      | 1810               | 1822            |       |
| Otto von Voß                                       | 1822               | 1823            |       |
| Carl Friedrich Heinrich von Wylich und Lottum (de) | 1823               | 1841            |       |
| Ludwig Gustav von Thile                            | 1841               | 1848            |       |

### Ministre-président de Prusse

#### Avant la fondation de l'Empire allemand de 1848 à 1870
| Nom                                       | Entrée en fonction | Retrait           | Portrait                                  |
| ----------------------------------------- | ------------------ | ----------------- | ----------------------------------------- |
| Adolf Heinrich Graf von Arnim-Boitzenburg | 19 mars 1848       | 29 mars 1848      | Adolf Heinrich Graf von Arnim-Boitzenburg |
| Ludolf Camphausen                         | 29 mars 1848       | 20 juin 1848      | Ludolf Camphausen                         |
| Rudolf von Auerswald                      | 25 juin 1848       | 8 septembre 1848  | Rudolf von Auerswald                      |
| Ernst von Pfuel                           | 21 septembre 1848  | 1er novembre 1848 |                                           |
| Friedrich Wilhelm Graf von Brandenburg    | 2 novembre 1848    | 6 novembre 1850   | Friedrich Wilhelm Graf von Brandenburg    |
| Otto Theodor Freiherr von Manteuffel      | 19 décembre 1850   | 6 novembre 1858   | Otto Theodor von Manteuffel               |
| Karl Anton von Hohenzollern-Sigmaringen   | 6 novembre 1858    | 12 mars 1862      | Karl Anton                                |
| Adolf Prinz zu Hohenlohe-Ingelfingen      | 17 mars 1862       | 23 septembre 1862 |                                           |
| Otto Fürst von Bismarck                   | 23 septembre 1862, | 22 décembre 1872  | Otto von Bismarck                         |

#### Empire allemand de 1873 à 1918
| Nom                                         | Entrée en fonction | Retrait           | Portrait                                    |
| ------------------------------------------- | ------------------ | ----------------- | ------------------------------------------- |
| Albrecht Graf von Roon                      | 1er janvier 1873   | 9 novembre 1873   | Albrecht Graf von Roon                      |
| Otto Fürst von Bismarck                     | 9 novembre 1873    | 20 mars 1890      | Otto von Bismarck                           |
| Georg Leo Graf von Caprivi                  | 20 mars 1890       | 22 mars 1892      | Leo von Caprivi                             |
| Botho Wendt Graf zu Eulenburg               | 22 mars 1892       | 26 octobre 1894   | Botho Wendt Graf zu Eulenburg               |
| Chlodwig Fürst zu Hohenlohe-Schillingsfürst | 29 octobre 1894    | 17 octobre 1900   | Chlodwig Fürst zu Hohenlohe-Schillingsfürst |
| Bernhard Fürst von Bülow                    | 17 octobre 1900    | 14 juillet 1909   | Bernhard und Marie von Bülow                |
| Theobald von Bethmann Hollweg               | 14 juillet 1909    | 13 juillet 1917   | Theobald von Bethmann Hollweg               |
| Georg Michaelis                             | 14 juillet 1917    | 1er novembre 1917 | Georg Michaelis                             |
| Georg Friedrich Graf von Hertling           | 1er novembre 1917  | 30 septembre 1918 | Georg Friedrich Graf von Hertling           |
| Max Prinz von Baden                         | 3 octobre 1918     | 9 novembre 1918   | Max von Baden                               |

#### République de Weimar de 1918 à 1933
| Nom                                           | Entrée en fonction | Retrait         | Parti      | Portrait        |
| --------------------------------------------- | ------------------ | --------------- | ---------- | --------------- |
| Paul Hirsch (de) Heinrich Ströbel             | 12 novembre 1918   | 3 janvier 1919  | SPD USPD   |                 |
| Paul Hirsch (de)                              | 3 janvier 1919     | 25 mars 1920    | SPD        |                 |
| Otto Braun                                    | 27 mars 1920       | 10 mars 1921    | SPD        | Otto Braun      |
| Adam Stegerwald                               | 21 avril 1921      | 5 novembre 1921 | Zentrum    | Adam Stegerwald |
| Otto Braun                                    | 7 novembre 1921    | 23 janvier 1925 | SPD        | Otto Braun      |
| Wilhelm Marx                                  | 18 février 1925    | 20 février 1925 | Zentrum    | Wilhelm Marx    |
| Otto Braun                                    | 6 avril 1925       | 20 juillet 1932 | SPD        | Otto Braun      |
| Franz von Papen (en tant que Reichskommissar) | 20 juillet 1932    | 7 avril 1933    | sans parti | Franz von Papen |

#### National-socialisme de 1933 à 1945
| Nom            | Entrée en fonction | Fin de fonction | Parti | Image          |
| -------------- | ------------------ | --------------- | ----- | -------------- |
| Hermann Göring | 11 avril 1933      | 23 avril 1945   | NSDAP | Hermann Göring |